# Червці
Червеці, червці[джерело?] (Coccoidea) — підродина напівтвердокрилих з підряду грудохоботні. Багато представників — шкідники сільського господарства. Відомо близько 8 000 видів. Ряд видів використовується для одержання барвників і лаків. Назва походить від слова vermiculus — «черв'ячок», що з народної латини означає кошеніль, з якої отримували червону фарбу. Важливий внесок у боротьбу із шкідливими видами червеців зробив український ентомолог М. А. Теленга.

## Поведінка
Червеці зустрічаються передусім взимку і весною. Вони люблять селитися на різних кімнатних рослинах, як правило на нижній стороні листя, особливо на листяних жилках. Часто вони з'являються на пальмах, олеандрі, фікусах, орхідеях. Також вони віддають перевагу папоротям і твердолистим рослинам, такі як цитрусові або лавр благородний. Оскільки дорослий червець, як правило, не міняє свого місцезнаходження, важливу роль грає хороше маскування. Тому червеці за кольором нерідко пристосовані до довкілля і ховаються на нижній стороні листя. Наявність червеців стає помітною передусім по їх липких виділеннях, які дрібними краплями крапають вниз, а також по появі мурашок. Червеці живляться головним чином білками рослинних соків. Чистий цукор, що міститься в рослинних соках, багато видів червеців виділяють як липку падь. Для того, щоб червець при цьому сам не заклеювався, крапельки паді буквально вистрілюються з відповідних залоз.

## Класифікація
Включає такі родини:
- Aclerdidae
- Asterolecaniidae
- Beesoniidae
- Carayonemidae
- Cerococcidae
- Псевдощитівки (Coccidae)
- Conchaspididae
- Dactylopiidae
- Щитівки (Diaspididae)
- Eriococcidae
- Halimococcidae
- Kermesidae
- Kerriidae
- Lecanodiaspididae
- Margarodidae
- Micrococcidae
- Monophlebidae
- Ortheziidae
- Phenacoleachiidae
- Phoenicococcidae
- Борошнисті червеці (Pseudococcidae)
- Putoidae
- Stictococcidae